# Нюландська губернія
Нюландська губернія (фін. Uudenmaan lääni, рос. Нюландская губерния, швед. Nylands län)  — адміністративно-територіальна одиниця Російської імперії (Велике герцогство Фінляндія) в 1831—1917 та Фінляндії в 1917—1997 роках (була перейменована на губернію Уусімаа). Назва перекладається як «Нова земля».

## Географія
Займаючи найпівденнішу материкову частину Фінляндії, Нюландська губернія на заході межувала з Або-Б'єніборзькою і Тавастгуською губерніями, на півночі — з Тавастгуською і Санкт-Міхельскою губерніями, на сході — з Виборзькою губернією, на півдні природним кордоном була Фінська затока. Узбережжя біля губернії мали численні шхери.

## Історія
До 1809 року була у складі Шведської Фінляндії під назвою губернія Нюланд і Тавастех. Рішенням 1811 року отримала назву Нюландська губернія. Під час реформи 1831 року з неї було виокремлено Тавастгуську губернію. В свою чергу до Нюландської було додано південні повіти ліквідованої Кимменегердської губернії.
Після здобуття Фінляндією незалежності 1917 року губернія зберегла свої кордони, але змінила назву на Уусімаа (фінський варіант Нюланда, з тим самим перекладом). Гельсінгфорс було перейменовано на Гельсінкі, що стала столицею Фінляндії. 1918 року стала основою Фінської Соціалістичної Робітничої Республіки. Міста губернії стали місцем запеклих боїв часів громадянської війни у Фінляндії.
Під час війни з радянським союзом 1939 року міста губернії бомбили. так само це відбувалося під час Другої світової війни.
1949 року повіти Аньяла, Елімякі, Іїті, Яала та Куусанкоскі було передано до губернії Кимен.
У 1997 році до губернії Уусімаа була приєднана південна частина губернії Хяме, після чого відбулося реформуваннян в губернію Південна Фінляндія.

## Адміністративний устрій

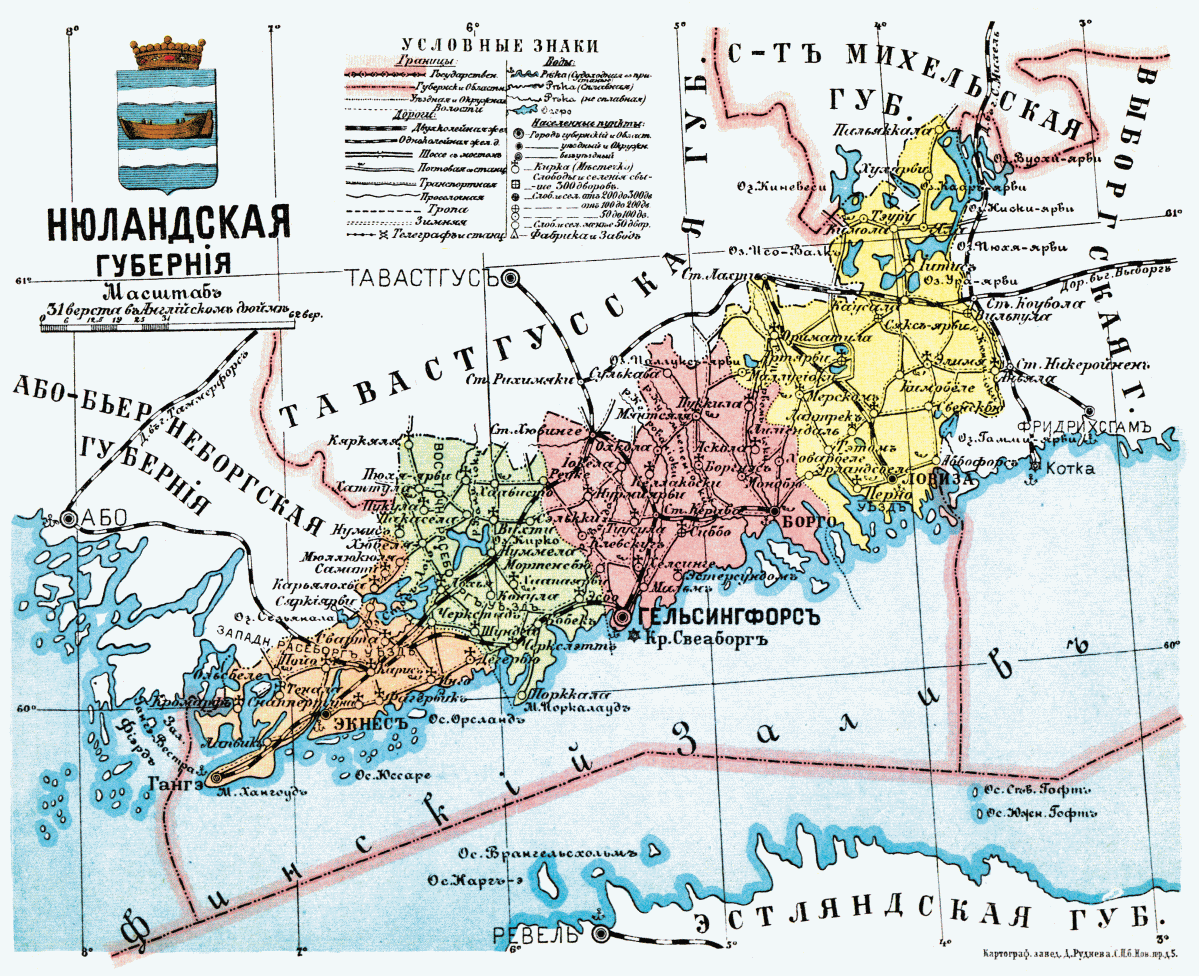
Поділ Нюландської губернії

Центром був Гельсінгфорс. Нюландська губернія поділялася на повіти: Лохья, Перно, Раасепорі, Гельсінкі. У складі губернії 5 міст [Гельсингфорс, Ловіза, Борго, Екенес, Гангьо, 39 сільських громад. Була найменшею губернією Великого князівства Фінляндського. її загальна площа становила 11 871,8 км².
На 1997 рік губернія Уусімаа складалося з 36 повітів, з яких 15 були міськими.

### Губернатори нюландські
- Йохан Ульрік Грипенберг (1831)
- Густав Магнус Армфельт (1832—1847)
- Йохан Моріц Норденштам (1847—1858)
- Самуель Генрік Антелл (1858—1862)
- Альфонс Валлен (1862—1869)
- Теодор Тілен (1869—1873)
- Георг фон Альфтан (1873—1888)
- Віктор Наполеон Прокопе (1888)
- Ялмар Георг Палін (1888—1897)
- Кастен де Понт 1897—1900
- Михайло Кайгородов (1901—1905)
- Анатолій Рейнбот (1905)
- Олександр Львівський (1905—1906)
- Макс Теодор Альфтан (1906—1910)
- Ефграф Найман (1910—1913)
- Бернгард Отто Віднес (1913—1917)

### Губернатори Уусімаа
- Бруно Яландер (1917—1932)
- Ільмарі Геленіус (1932—1944)
- Армас-Ейно Мартола (1944—1946)
- Вяйно Мелтті (1946—1964)
- Рейно Лехто (1964—1966)
- Каарло Піцинки (1966—1982)
- Якоб Седерман (1982—1989)
- Ева-Рійтта Сітонен (1990—1996)
- Пекка Сілвентойнен (1996—1997)

## Населення
У 1892 році мешкало 244 951 осіб, яких фіни лише трохи переважали шведів. У 1900 році чисельність населення становила 298 тис. осіб.
За переписом 1993 рокув губернії мешкало 1 277 932 осіб.

## Економіка
За часів російської імперією основу становило землеробство. У великій кількості вирощували жито, що вважалося одним з найкращих в Фінляндії. Розводили також конеї, велику і малу рогату худобу. У 1897 році було засновано сільськогосподарське товариство з центром в Хювінкяа, в 1906 році створено Центральний рибальський союз шведського населення Нюландської губернії (статут затверджено 1907 року).
Чильне місце займала торгівля внаслідок вигідного розташування біля морського узбережжя. Найзначнішим був порт Гельсінкі. При цьому в часи Російської імперії значний відсоток складала посередницькаі транзитна торгівля. Торговий флот Нюландської губернії в 1892 році нараховував 289 суден (213 вітрильних, 76 парових).
Для забезпечення портів крамом швидко розбудовувалася залізниця. Територією Нюландской губернії пройшли залізничні лінії Гельсінгфорс — Тавастгус 1862 року, Санкт-Петербург — Рійхімякі 1870 року, Гювінґе — Гангьо 1873 року, Кервена — Борго 1874 року, Каріс — Або 1899 року, Фрідріхсберг (передмістя Гельсінгфорсу) — Каріс 1903 року), Ловіза — Весіярві 1904 року.
Гельсінгфорс був промисловим центром. На 1908 рік тут діяло 789 промислових підприємств, де працювало 19995 робітників — 15 % загальної чисельності в Великому князівстві Фінляндському. Статус провідного економічного міста зберегло й за часів Фінляндії.
Добувалися переважно озерні і болотні залізні руди, в невеликій срібло, мідь. Розвинена була лісопильна промисловість.

## Освіта
У Нюландській губернії діяла найбільш щільна мережа шкільних закладів серед губерній Великого князівства Фінляндського: в кожній сільській громаді існувало від 1 до 9 народних шкіл вищого ступеня (в 1892 році з 42375 дітей у віці від 7 до 16 років в різного типу шкільних установах навчалося 41904, тобто 99 %). У Гельсінгфорсі діяв Імператорський Олександрівський університет (в 1914 році ту навчалося 2923 студенти).
За часів Фінляндії Гельсінкі налічується 190 загальноосвітніх шкіл, 41 середня школа та 15 професійно-технічних інститутів. Половина з 41 середніх шкіл є приватними або державними, решта — муніципальними. Вищу освіту в місті можна здобути у 8 університетах і 4 політехнічних вишах.